# Manolache
Manolache – wieś w Rumunii, w okręgu Ilfov, w gminie Glina. W 2011 roku liczyła 308 mieszkańców.